# Bourg-en-Bresse
Bourg-en-Bresse város Franciaország Auvergne-Rhône-Alpes régiójában. Ain megye székhelye (prefektúra).

## Fekvése
Bourg-en-Bresse a Saône folyó széles völgyének keleti peremén, a Jura hegység nyugati vonulatának, a Revermont lábánál fekszik. Lyontól 60 kilométerre északkeletre, Mâcontól 35 kilométerre keletre fekszik.
Az A40-es autópálya keleti és északi irányban kerüli meg a várost, és köti össze a Saône és a Rhône folyók völgyével. Az ebbe csatlakozó A39-es autópálya Dijonnal biztosítja a közvetlen kapcsolatot.
A városban a Párizs–Genf viszonylatban normál vonalon közlekedő TGV-k megállnak. Továbbá rendszeres elővárosi (TER) összeköttetésben áll Lyonnal, de több Besançon és Strasbourg irányába közlekedő gyorsvonat (Corail) is erre halad.

## Története
A városban római kori leleteket találtak, azonban ókori történelme ismeretlen. A középkor elején a település Burgundiai királyság része volt, majd a Burgundia német-római császárságbeli részéhez tartozott. A város 1250-ben szabad királyi városi jogokat szerzett.
1272-től a város Savoya részévé vált. A 15. század elején Bresse tartomány székhelyévé nevezték ki. 1535-ben a franciák elfoglalták a várost. Azonban Emánuel Filibert savoyai herceg visszafoglalta azt, majd erős várrá alakíttatta. Azonban később IV. Henrik kezére jutott, és visszafoglalása több mint 6 hónapig tartott. Végül 1601-ben a Savoyai Hercegség végleg átengedte Franciaországnak Bresse tartományt.
A 17. és 18. században lassan iparosodott a város, és lakossága lassan nőtt. Az 1789-es francia forradalomban a város a forradalmárok pártjára állt. 1814-ben osztrák katonák rohanták le, mint a Bourbon-restaurációt ellenző várost. III. Napóleon uralkodásának idején épült ki a város mai arculata a főútjával.
A második  világháború során a németek többször megtámadták az 1942-ig semleges övezetbe tartozó várost, amely nagyban elpusztult az időszak alatt. Az 1950-es években a Berliet (ma Renault Trucks) teherautógyár Lyonból Bourg-en-Bresse-be költözött, óriási ipari fejlődést hozva a városnak. A gyár a már korábban is létező gépipart is nagyban felfuttatta. Az A40-es autópálya kiépültével a város elérhetősége is sokat javult, fokozva ipari jelentőségét. Így ma Bourg-en-Bresse erősen ipari jellegű várossá vált, ahol a munkanélküliségi ráta igen alacsony (6% körüli).

## Nevezetességei
- 19. századi városközpont
- Notre-Dame katedrális (16. század, reneszánsz)
- Église de Brou

## Testvérvárosok
- Bad Kreuznach, Németország

- Partnervárosok

- San Severo, Olaszország

- Parma, Olaszország

- Namur, Belgium

- Aylesbury, Anglia

- Córdoba, Spanyolország